# Karla Alves
Karla Karolina Alves Machado (Tomazina, 23 de novembro de 1999), mais conhecida como Karla Alves ou apenas Karla, é uma futebolista brasileira que atua como meio-campista. Atualmente, atua no São Paulo.

## Carreira
Karla começou sua carreira no Foz Cataratas em 2015. Teve passagem pela Seleção Brasileira Feminina Sub-15. No ano seguinte, foi convocada pela Seleção Brasileira Feminina Sub-17 para a disputa do Campeonato Mundial Feminino Sub-17.
Em 2017, aos 17 anos, foi contratada pelo Santos, sendo opção reserva durante boa parte de sua passagem pelo clube, participando de apenas uma partida do Campeonato Paulista de Futebol Feminino.
Em 2018, integrou a equipe campeã Sul-Americana Sub-20 e foi convocada pela Seleção Brasileira para a disputa da Copa do Mundo Sub-20.
Karla se mudou para o Palmeiras antes da temporada de 2019, onde atuou regularmente e conquistou a promoção no Campeonato Brasileiro - Série A2 naquele ano. Ainda em 2019, conquistou a Copa Paulista.
Em 2021, ela assinou com o Minas Brasília.
Em 3 de janeiro de 2022, Karla foi anunciada no Grêmio. Pelo clube, foi peça fundamental na campanha do Brasileirão 2022 e na conquista do Estadual daquele ano. Nesta passagem, foram 20 jogos, 9 vitórias, 5 empates, 6 derrotas e 7 gols marcados.
Retornou ao Distrito Federal após concordar com um acordo com o Real Brasília em janeiro de 2023, mas retornou ao Grêmio em 2 de agosto daquele ano.
Apresentada no 3B da Amazônia em fevereiro de 2024, Karla atuou em apenas uma partida antes de sair em 19 de abril; horas depois, foi anunciada de volta ao Santos com contrato até o final do ano. 
Karla Alves foi um dos poucos destaques da campanha ruim do Santos no Brasileirão, que marcou o primeiro rebaixamento do clube em sua história. Nesta passagem, a jogadora somou 24 partidas, 4 gols e 4 assistências.
Em janeiro de 2025, foi anunciada pelo São Paulo.

### Títulos
Santos
- Campeonato Brasileiro de Futebol - Série A1: 2017
- Campeonato Paulista: 2018
- Copa Paulista: 2024

Palmeiras
- Copa Paulista: 2019

Grêmio
- Campeonato Gaúcho: 2022

Seleção Brasileira Sub20
- Campeonato Sul-Americano Sub-20: 2018